# Louis-Joseph de Bourbon-Vendôme
Titre
Duc de Vendôme
12 août 1669 – 11 juin 1712
(42 ans, 9 mois et 30 jours)
Signature
Louis-Joseph de Bourbon-Vendôme, dit le Grand Vendôme, est né en la ville de Paris le 1er juillet 1654 et est mort en la ville de Vinaròs le 11 juin 1712. Il est fils de Louis II de Bourbon-Vendôme, petit-fils du roi Henri IV et de sa maîtresse Gabrielle d'Estrées, et de Laure Mancini, nièce du cardinal Mazarin. Il sera duc de Vendôme, duc d'Étampes, duc de Beaufort et comte de Penthièvre. Il sera également prince de Martigues et prince d'Anet. Grand général lors du règne du roi Louis XIV, il sera remarqué lors de la ligue d'Ausbourg et lors de la guerre de Succession d'Espagne. Homosexuel affiché, il meurt sans descendance et son duché s'éteint avec lui.  

## Biographie

### Enfance
Louis-Joseph de Bourbon-Vendôme est né à Paris le 1er juillet 1654. Il est l'aîné des trois fils qu'eurent Louis II de Bourbon-Vendôme, duc de Vendôme et un petit-fils du roi Henri IV et de sa maîtresse Gabrielle d'Estrées, et son épouse Laure Mancini, la nièce du cardinal Mazarin. Il est ainsi le petit-fils de César de Bourbon-Vendôme, un homosexuel, comme lui, et de son épouse Françoise de Lorraine. Il est le frère aîné de Philippe de Bourbon-Vendôme, grand prieur, et également un cousin germain de la duchesse et régente de Savoie, Marie-Jeanne-Baptiste de Savoie, ainsi que de la reine de Portugal, Marie-Françoise-Élisabeth de Savoie, épouse du roi Pierre II. 
Sa mère meurt en couches en 1657 et son père meurt à son tour en 1669. Les deux fils aînés du couple furent alors élevés par leur jeune tante, Marie-Anne Mancini, qui n'était pas beaucoup plus âgée qu'eux. Ainsi orphelin à l'âge de quinze ans, il hérite d'une immense fortune et il commence une carrière militaire âgé de dix-huit ans.

### Carrière militaire
Ayant hérité de la charge de gouverneur de Provence de son père, il est d'abord fait brigadier d'infanterie en 1677 avant de devenir maréchal de camp en 1678. Il devint lieutenant général en 1688. Entre 1659 et 1694, il sera nommé général des galères. Durant la guerre de la Ligue d'Augsbourg, il prit part à la bataille de Steinkerque, et celle de La Marsaille, puis il commande l'armée d'invasion de la Catalogne en 1695 et s'empare de la ville de Barcelone en 1697. Il est nommé vice-roi de Catalogne. Il est nommé à la tête de l'armée française en Italie en 1702, aux débuts de la guerre de Succession d'Espagne, après la capture du maréchal de Villeroy à Crémone.
Il participe alors à la bataille de Luzzara. Il fait la connaissance de Jules Alberoni, et qui fera carrière en devenant son amant. Le roi Louis XIV a toujours refusé de faire de lui un maréchal de France, car il jugeait que, même issu d'une branche bâtarde, son origine royale l'empêchait d'ambitionner pour une dignité inférieure à son rang. Le duc s'opposera durant trois ans à son cousin, le prince et feld-maréchal impérial Eugène de Savoie-Carignan, qu'il va battre lors de la bataille de Cassano en 1705. En 1706, il remporte la bataille de Calcinato, avant d'être envoyé en Flandres dans laquelle l'armée française subit plusieurs défaites et où il est nommé lieutenant.
Après son départ d'Italie, les troupes du duc d'Orléans furent chassées du territoire. En Flandres, le duc de Vendôme se querelle avec le duc de Bourgogne, petit-fils du roi, et ne peut empêcher une nouvelle défaite française à Audenarde. Arrivé à Lille, au début du mois de septembre 1708, avec une troupe de douze mille hommes, le duc renonce, malgré une supériorité numérique, à attaquer l'armée du célèbre duc de Malborough et du prince Eugène, assiégeant la ville. Dégoûté par ces revers, il se retire dans ses propriétés. Il est rapidement rappelé par son cousin Philippe V et dirigera son armée. Le duc remporte les batailles de Brihuega et de Villaviciosa. 

### Personnalité
Détestant les bâtards royaux légitimés, le duc de Saint-Simon dresse dans ses très célèbres Mémoires de Saint-Simon un portrait très négatif du duc de Vendôme :

« Il était d'une taille ordinaire pour la hauteur, un peu gros, mais vigoureux, fort, et alerte ; un visage fort noble et l'air haut […] surtout admirable courtisan, et qui sut tirer avantage jusque de ses plus grands vices à l'abri du faible du Roi pour sa naissance ; poli par art, mais avec un choix et une mesure avare, insolent à l'excès […] en même temps, familier et populaire avec le commun par une affectation qui voilait sa vanité et le faisait aimer du vulgaire ; au fond, l'orgueil même, et un orgueil qui voulait tout, qui dévorait tout. »

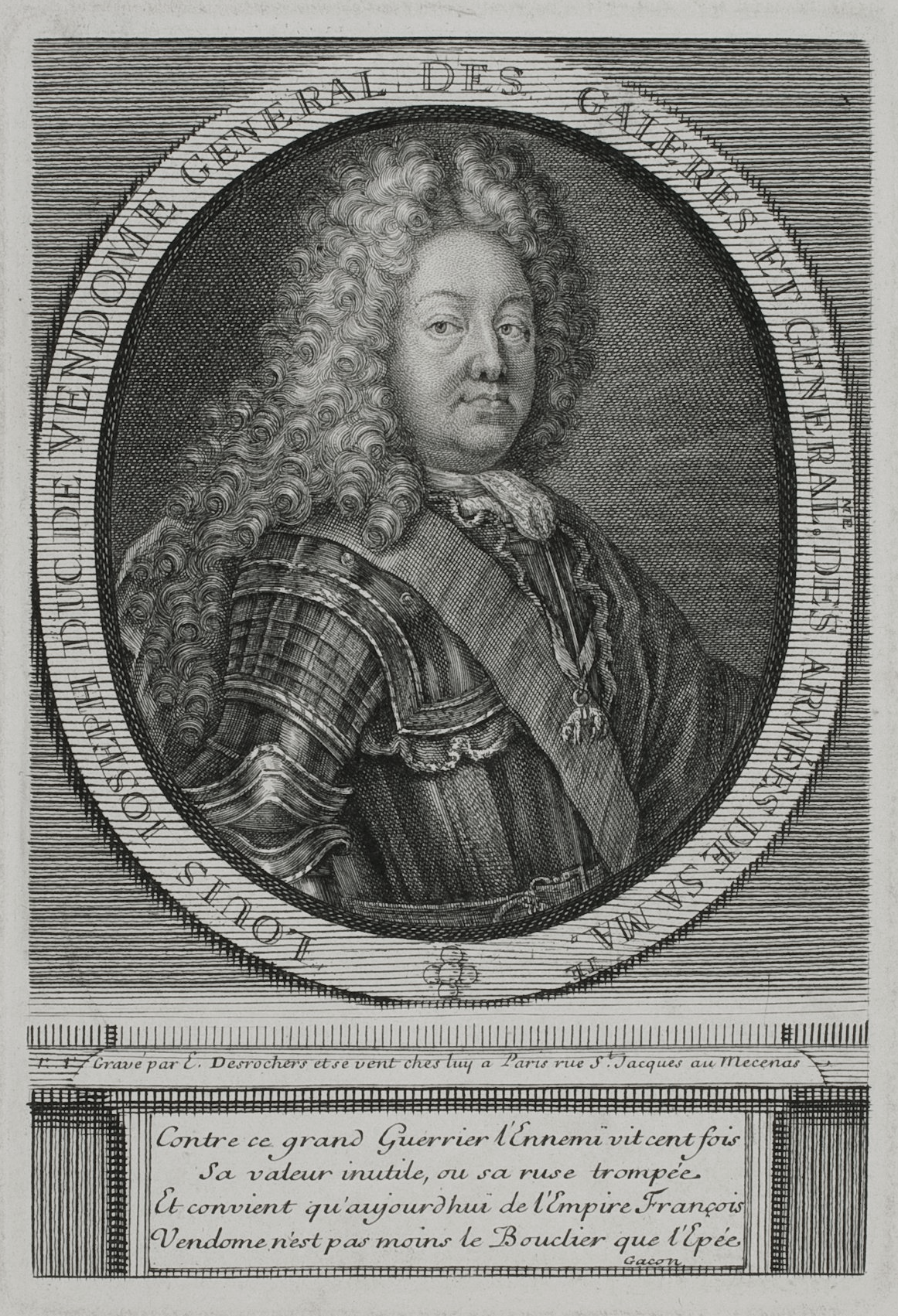
Louis-Joseph, duc de Vendôme, général des galères et général des armées de Sa Majesté par Étienne Jehandier Desrochers, fin du XVIIe siècle/début du XVIIIe siècle.

De fait, s'il fut l'un des grands généraux de Louis XIV, quoique négligent sur les détails et puis en général assez aidé par ses seconds, comme à Cassano ou Villaviciosa, le duc de Vendôme était réputé pour sa grossièreté. Le marquis d'Argenson, futur ministre des Affaires étrangères du roi Louis XV, notera dans son journal qu'il portrait à un excès « prodigieux » le « libertinage, la malpropreté et la paresse ». Il était critiqué par bon nombre de ses contemporains pour son côté grossier, caractéristique des soldats, et ses mœurs homosexuelles plutôt dissolues.

### Homosexualité
Le duc était célèbre pour son homosexualité ostensiblement vécue. Dans sa famille, d'autres membres l'étaient aussi, ou du moins bisexuels, comme son grand-père et son frère, ce qui à conduit à ce que l'hôtel particulier familial de la place Vendôme, l'hôtel de Vendôme, soit ainsi appelé « l'Hôtel de Sodome » au XVIIe siècle. Saint-Simon lui reprochait alors de s'être adonné au « vice » des « habitants de Sodome ». Voici ce qu'il en disait alors dans ses Mémoires :

« M. de Vendôme y fut plus salement plongé toute sa vie que personne, et si publiquement, que lui-même n'en faisait pas plus de façon que la plus légère et de la plus ordinaire galanterie. »

Ainsi, ce qui souhaitaient s'attirer les faveurs du duc essayaient avant tout de s'adresser à ses amants. Un récit contemporain du duc nous raconte que dans son domaine du château d'Anet, des paysans attendaient ce dernier dans les bois lorsqu'il partait à la chasse, espérant ainsi obtenir des faveurs en échanges de leur services sexuels. Cela dit, contrairement au célèbre mémorialiste, la cour tolérait largement ce penchant. Il finit par avoir la syphilis et il perdit une partie de son nez. Il allait ainsi à Clichy, « suer la vérole entre les mains les plus habiles, qui échouèrent. », en sein de la demeure du financier Antoine Crozat, se réfugier pendant près de trois mois pour soigner sa vérole. Sa maison était vaste et plutôt confortable, au milieu de magnifiques jardins dessinés par André Le Nôtre. Le duc revint ainsi à la cour, mais « avec la moitié de son nez ordinaire, ses dents tombées, et une physionomie entièrement changée, qui tirait sur le niais », selon le duc de Saint-Simon.

### Mariage

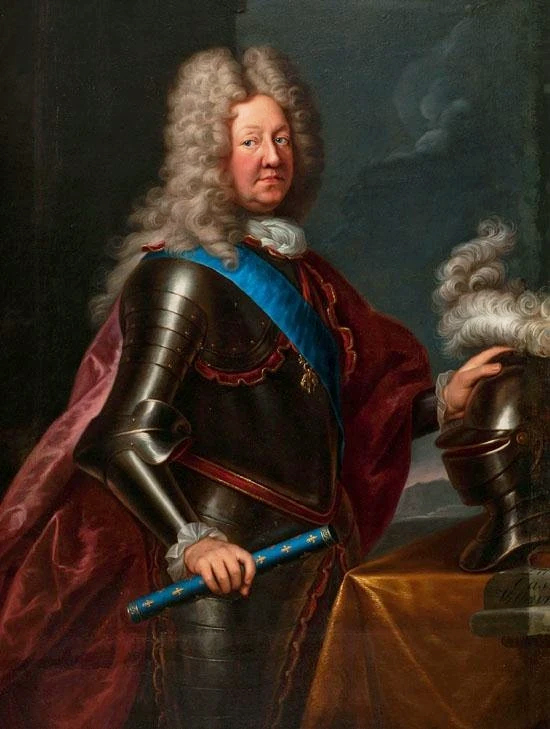
Portrait de Louis-Joseph, duc de Vendôme par Pedro Núñez de Villavicencio, XVIIIe siècle.

Alors âgé de cinquante-six ans, le duc de Vendôme épouse Marie-Anne de Bourbon-Condé, la fille de Henri-Jules de Bourbon-Condé, prince de Condé, et de Anne de Bavière. La jeune fille était la dernière fille du prince encore célibataire. Elle aurait dû épouser le duc du Maine, le fils légitimé du roi, mais il lui préféra finalement sa sœur, Louise-Bénédicte de Bourbon-Condé. La cérémonie de mariage eut lieu dans la chapelle du château de Sceaux, le 21 mai 1710. C'était la résidence de la duchesse du Maine. La jeune épouse est alors âgée de trente-deux ans. Le mariage avec cette dernière resta cependant sans descendance, probablement en raison des tendances homosexuelles du duc. La jeune femme meurt ainsi sans descendance en 1718. 
Bien que le mariage fut autorisé par Louis XIV, le duc et la duchesse du Maine organisèrent à la hâte le mariage, probablement pour leurs intérêts propres. Bien que la princesse douairière n'assista pas à la cérémonie, elle fut présente lors de la cérémonie du coucher, de même que le prince de Condé, Louis IV Henri de Bourbon-Condé, son épouse, Marie-Anne de Bourbon-Conti, et la sœur de cette dernière, Mademoiselle de La Roche-sur-Yon. À sa mort, le duc fit le don à son épouse du duché d'Étampes, qu'elle transmet à une nièce, la princesse de Condé.

### Décès

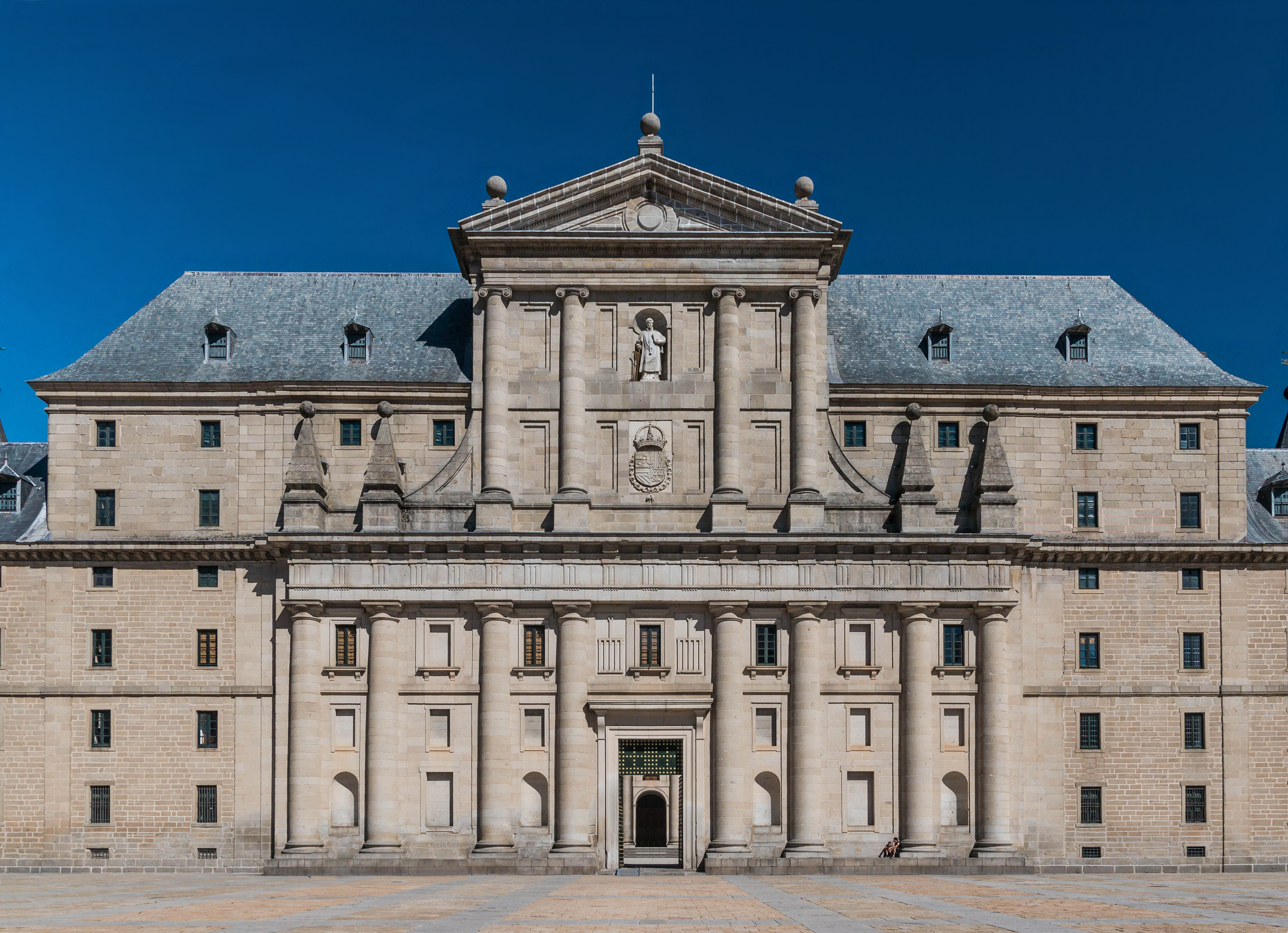
Détail de la façade du monastère de Saint-Laurent par Jebulon, 2012.

En 1708, Antoine Crozat lui acheta sa terre de Vendeuil. Il sera décoré de l'ordre de la Toison d'or et est nommé premier prince du sang d'Espagne par le roi Philippe V. Le duc de Vendôme meurt le 11 juin 1712 à Vinaròs, en Espagne, des suites d'une indigestion. Le roi Philippe V fit alors porter le deuil à tout son royaume. Il est enterré dans le caveau des Infants à l'Escurial.

## Titulature
- 12 août 1669 - 11 juin 1712 : « Son Excellence (Monseigneur) Louis-Joseph de Bourbon, Duc de Vendôme, Duc d'Etampes, Duc de Beaufort et Comte de Penthièvre ».

## Sources et bibliographie
- Jean-Paul Desprat, Les Bâtards d'Henri IV. La saga des Vendômes (1594-1727), Perrin, 1994 (réédition Tallandier 2015 et Texto Tallandier 2018).
- Fadi El Hage, Vendôme. La gloire ou l'imposture, Belin, 2016, 340 p.
- Jean-Claude Pasquier, Le Château de Vendôme, 2000 [détail des éditions].
- René Louis de Voyer de Paulmy d'Argenson, Mémoires et journal inédit du marquis d'Argenson : ministre des affaires étrangères sous Louis XV, 1857.
- Louis Truc, MM. de Vendôme ou les pourceaux d'Épicure, 1956.
- Maurice Lachâtre, Histoire des Papes, Mystères d'iniquités de la cour de Rome, 1843.
- Lucien Bély (dir.), Dictionnaire Louis XIV, Paris, éditions Robert Laffont, coll. « Bouquins », 2015, 1405 p. (ISBN 978-2-221-12482-6).